# WHAX
WHAX (precedentemente conosciuta come Whoppix) è stata una distribuzione Linux orientata alla sicurezza informatica e utilizzata per il penetration testing.
Inizialmente derivata da Knoppix, venne rinominata in WHAX quando, con la versione 3.0, la base di distribuzione passò da Knoppix a SLAX (una derivata di Slackware).
Il suo sviluppo è stato accantonato nel luglio 2005. Tuttavia, molte delle sue caratteristiche e strumenti sono stati integrati nella distribuzione BackTrack,   sostituita a sua volta da Kali Linux che ne ha raccolto l'eredità. 

## Caratteristiche
WHAX forniva un insieme di strumenti utilizzabili da live CD che facilitassero il penetration test, automatizzando determinate tecniche di intrusione per verificare la sicurezza di una rete.